# M-100 (raketa)

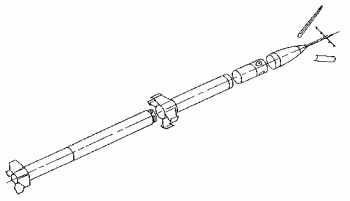
Sovětská sondážní raketa M-100

M-100 byly sovětské dvoustupňové sondážní rakety. Mezi lety 1957 a 1990 jich bylo vyrobeno 6 640. To z nich dělá nejčastěji vyráběnou sondážní raketu na světě. Rakety sloužily meteorologickým účelům.

## Historie vzniku
Na počátku byla taktická střela 25-2 země–země s doletem 70 km a bojovou hlavicí 50 kg, která nebyla přijata do výzbroje armády. Na jejím základě byla vyvinuta dvoustupňová meteorologická raketa na tuhá paliva s výškou výstupu 100 km. První start proběhl v roce 1961 ve vojenském prostoru Kapustin Jar. Další testy byly přeneseny do Kazachstánu, kde byl vývoj dokončen v roce 1963. Ve stejném roce byla zahájena sériová výroba v Iževsku. Komplex byl uveden do provozu v roce 1964 na výzkumných lodích hydrometeorologické služby Akademik Širšov, A. I. Vojejkov a J. M. Šokalskij. Dále pak na raketově výzkumné stanici observatoře Družnaja (Hayesův ostrov, země Františka Josefa), na stanici Molodjožnaja v Antarktidě a na lodi Akademik Koroljov Akademie věd SSSR. V letech 1970–1980 byla na východní polokouli, od severního k jižnímu pólu, vytvořena jedinečná síť deseti raketových sondovacích stanic a k tomu deset výzkumných lodí vybavených raketovými systémy. Jen v roce 1972 bylo vypuštěno 277 raket M-100. Rakety nestartovaly jenom z míst v bývalém Sovětském svazu. Starty se uskutečnily také z ostrova Kerguelen, z Koroni v Řecku a z Akita v Japonsku.
Ve druhé polovině 70. let dvacátého století byla výroba raket přenesena do závodu Stankomaš v Čeljabinsku.

## Popis
M-100 je neřízená dvoustupňová raketa na tuhá paliva s aerodynamickými stabilizátory v obou stupních.
Start se prováděl po trajektorii blízké vertikále z odpalovacího zařízení se spirálovým vedením, které zajišťovalo rotaci rakety kolem podélné osy. Otáčení rakety eliminuje vliv asymetrie tahu motoru a aerodynamiky těla rakety na dráhu letu.
Oddělení stupňů nastalo po zapálení paliva druhého stupně rakety. Hlavová část se oddělovala ve výšce 65–70 km. Zároveň se otevíral padák, který stabilizoval let na horním úseku trajektorie volného pádu a v hustých vrstvách atmosféry (pod 60 km) prudce zpomaloval rychlost klesání a raketu brzdil podle síly a směru větru.
Základní vybavení tvořily manometry Pirani pro měření tlaku a odporové teploměry pro měření teploty nádoby s dipóly.

## Technické údaje
- Celková hmotnost: 475 kg
- Hmotnost hlavice: 50 kg
- Hmotnost cílového vybavení: 15 kg
- Délka (plná): 8,24 m
- Průměr: 0,25 m
- Výška vrcholu: 90 - 100 km